# Bikash Ranjan Bhattacharya
Bikash Ranjan Bhattacharya (ben. বিকাশ রঞ্জন ভট্টাচার্য্য, ur. 27 listopada 1951) – indyjski polityk i prawnik, burmistrz Kalkuty od 2005.
Wstąpił do Komunistycznej Partii Indii (Marksistowskiej) jako student. W 2005 zastąpił na stanowisku burmistrza Kalkuty Subroto Mukherjee z Trinamul Congress.